# Leon von Erhardt

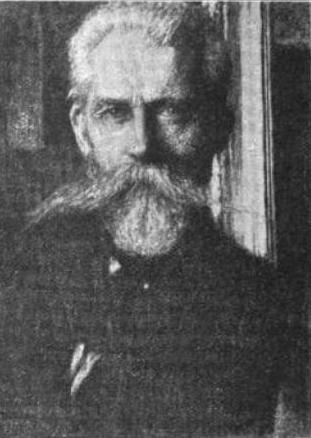
Leon von Erhardt

Leon Wilhelm Beatus Fritz von Erhardt (* 30. März 1847 in Mustin; † 17. Februar 1933 in Rom) war ein preußischer Rittmeister, Autor von Schriften über den Spiritismus sowie Kunstmaler. Durch einen Skandal, den der angehende Schriftsteller Hanns Heinz Ewers in einer seiner spiritistischen Sitzungen durch Auftritt als subversives Medium ausgelöst hatte, war er ab Ende 1895 gesellschaftlich kompromittiert. 

## Leben
Leon von Erhardt war ältester von zwei Söhnen des aus Rostock gebürtigen Offiziers Friedrich Heinrich Ludwig Erhardt (1819–1906) und dessen erster Ehefrau Anna Friederike geb. Goldschmied (1826–1906). Sein Vater, ein Premier-Lieutenant a. D. der Streitkräfte des Großherzogtums Mecklenburg-Schwerin, war Gutsbesitzer auf Mustin in Mecklenburg, später in Friedersdorf a. Q., Gieshübel und Vogelsdorf im Kreis Lauban sowie in Groß Machnow im Landkreis Teltow. Leon von Erhardt beschritt eine Offizierslaufbahn in der Preußischen Armee. 1866 nahm er am Deutschen Krieg teil. Er war Lieutenant im Magdeburgischen Dragoner-Regiment Nr. 6, als ihm am 23. September 1868 gestattet wurde, den Freiherrentitel, den Heinrich XX. zu Reuß-Greiz am 10. Januar 1855 seinem Vater verliehen hatte, auch in Preußen zu führen. In den Jahren 1870/1871 war er Teilnehmer am Deutsch-Französischen Krieg. Am 3.  April 1880 heiratete er in Hannover Isabelle Wessel (1855–1899). Das Paar bekam drei Kinder, zwei Söhne und eine Tochter. 
Im Rang eines Rittmeisters nahm er 1881 Abschied aus dem aktiven Dienst und begann mit der Malerei. Als Pensionär unterhielt er ein gastfreundliches Haus in Düsseldorf-Pempelfort, das sich besonders für Maler der Düsseldorfer Schule zu einem gesellschaftlichen Treffpunkt entwickelte. Außerdem interessierte sich Erhardt für den Spiritismus. Hierzu hatten ihn Séancen des „Gymnasiallehrers Dr. Wolter“ angeregt. Zum Studium der Phänomene gründete er im Oktober 1895 in Düsseldorf die Psychologische Gesellschaft, die er als Vorsitzender fortan leitete. Als sein Stellvertreter fungierte der Landschaftsmaler Fritz von Kamptz. In der Gesellschaft engagierten sich auch die Maler Gerhard Janssen und Wilhelm Schneider-Didam, der junge Bildhauer Waldemar Hecker, der Kaufmann Richard von Beckerath (1861–1943) und der Premierleutnant a. D. Ernst Ludwig Rhein (* 1862), der später den Vorsitz übernahm.
Nachdem Erhardt 1893 seine Schrift Spiritismus und Ehrenwort als Zeugen der Unsterblichkeit publiziert hatte, trat er auch durch öffentliche Vorträge in Erscheinung. Der Schweizer Kulturhistoriker Otto Henne am Rhyn beurteilte Erhardts Schrift als „wildleidenschaftlich“ und kritisierte, dass sie „nicht das mindeste für die Beteiligung von Geistern beweist“. Sie sei „nur ein Kampf gegen Nichtspiritisten […], die sich die Freiheit nehmen, an die ‚begeisterten‘ Tische nicht zu glauben.“ Mit Blick auf Erhardts Darstellungen bezweifelte der spätere Theaterkritiker Hanns von Gumppenberg, der sich seinerzeit zu den „forschenden Spiritisten“ zählte, die wissenschaftliche Beweisbarkeit von spiritistischen Äußerungen Verstorbener. Unbeirrt von dieser Kritik meinte Erhardt in spiritistischen Vorkommnissen Erkenntnisse gewonnen zu haben, die es rechtfertigten, das Gebiet des Spiritismus nicht mehr zum Okkultismus zu zählen.
Am 11. Dezember 1896 fand im Hotel Kaiserhof (Kaiser-Wilhelm-Straße 23) in Düsseldorf eine Sitzung der Psychologischen Gesellschaft statt, bei der der Gerichtsreferendar, angehende Schriftsteller und Kabarettist Hanns Heinz Ewers, der bereits mehrmals an Sitzungen teilgenommen hatte, als Medium agieren wollte. Angeregt durch den Pensionär und Brauereibesitzer Gustav Küpper (1817–1903), der in Aussicht gestellt hatte, ein Anhänger des Spiritismus werden zu wollen, wenn ein Geist einen in seinem Geldschrank befindlichen Tausendmarkschein apportieren könne, trat Ewers, der angeblich durch Selbsthypnose in Trance gefallen war und Klopfzeichen von sich gab, mit den „Geistern von Heinrich Heine und Frédéric Chopin“ in Kontakt. Unter dem Stuhl des Pensionärs Küpper fand sich kurz darauf ein „Tausendmarkschein“. Als sich jedoch herausstellte, dass es sich bei dem plötzlich aufgetauchten Gegenstand offensichtlich um eine Nachahmung handelte, die mutmaßlich der mit Ewers befreundete Maler Wilhelm Wunderwald hergestellt hatte, kam es zum Eklat, der sich unter den verschiedenen Beteiligten zu einem Ehrenhändel mit Duellforderungen, zu übler Nachrede, persönlichen Beleidigungen und Handgreiflichkeiten sowie anschließenden jahrelangen Gerichtsprozessen auswuchs.
Erhardt, Hecker, Rhein sowie weitere Beteiligte wurden im Zuge der gerichtlichen Auseinandersetzungen zu Haft- und Geldstrafen verurteilt. Ewers, der Hecker am 13. Februar 1896 auf einem Maskenball in der Tonhalle im Streit eine Ohrfeige versetzt hatte, kam mit einer Geldstrafe von 10 Mark zunächst noch glimpflich davon. In einem weiteren Verfahren wurde er jedoch am 22. Dezember 1896 wegen Duellforderungen an Erhardt, Kamptz, Rhein und Beckerath zu zwei Monaten Festungshaft verurteilt.
Besonders hart traf es Erhardt: Wegen Verletzung der Standesehre wurde er am 5. Mai 1896 von einem Ehrengericht des Offizierkorps des Landwehrbezirks aufgrund eines Gutachtens des Ehrenrat seines Offizierstitels entkleidet und von der II. Strafkammer des Königlichen Landgerichts Düsseldorf am 20. Oktober 1896 zu fünf Monaten Festungshaft verurteilt, weil er zwei Gutachter des Ehrenrats, Alfred Gescher und Bodo von der Horst, zu einem Duell herausgefordert hatte. Eine Geldstrafe von 500 Mark erhielt er, weil er den Ehrenrat beleidigt hatte. Das Eiserne Kreuz, das ihm Kaiser Wilhelm I. für seinen Einsatz im Deutsch-Französischen Krieg verliehen hatte und das ihm das Ehrengericht aberkennen lassen wollte, beließ ihm Kaiser Wilhelm II. gnadenhalber. Empört gab er es dennoch zurück. Seine Offizierspatente verbrannte er.
Die Haftstrafe auf der Festung Ehrenbreitstein trat er im Oktober 1897 an. Aus gesundheitlichen Gründen wurde er bereits kurz vor Weihnachten aus der Haft beurlaubt. Sodann sprach er wieder auf Vortragsveranstaltungen. Als er nach einem vergeblichen Antrag auf Urlaubsverlängerung im Frühjahr 1898 die Haft auf Ehrenbreitstein wieder antreten sollte, entzog er sich ihr durch Flucht, die er gegenüber der Presse als gesundheitlich gebotenen, vorübergehenden Aufenthalt im Meer- und Gebirgsklima darstellte. Während seiner Abwesenheit starb seine Ehefrau im Februar 1899 in Bonn. Nach drei Jahren, in denen er in Rom gelebt hatte, stellte er sich 1901 wieder einem Verfahren des Düsseldorfer Gerichts, das mit einem Freispruch endete.
Danach kehrte er nach Rom zurück. Ab 1908 wurde er dort als Gastgeber von Séancen des spiritistischen Mediums Francesco Carancini (1863–1940) bekannt. Zu diesen Veranstaltungen waren Personen diplomatischer, juristischer, medizinischer, literarischer und künstlerischer Berufe geladen. 1910 endete das letzte gegen ihn laufende Gerichtsverfahren, das der Vorsitzende des Ehrenrats, der Düsseldorfer Beigeordnete Max Greve, nach einem erneuten Vorfall gegen Erhardt angestrengt hatte, mit einem Freispruch.
Leon von Erhardt starb 1933 im Alter von 85 Jahren in Rom. Dort liegt seine Grabstätte auf dem Protestantischen Friedhof (Grab Nr. 1226, Feld 2, Reihe 15, Grabstätte 23).

## Veröffentlichungen
- Spiritismus und Ehrenwort als Zeugen der Unsterblichkeit. Ein Aufruf zum Kampfe für Wahrheit und sittliche Menschheitsentwicklung. M. Spohr, Leipzig 1893.
- Ehrenwort und Spiritismus. In: Karl Schneidt (Hrsg.): Kritik. Wochenschau des öffentlichen Lebens. 39 (29. Juni 1895).
- Die rettende Weltanschauung auf spiritualistischer Grundlage. Storm, Berlin 1895, Sonderdruck aus: Karl Schneidt (Hrsg.): Kritik. Wochenschau des öffentlichen Lebens. 58 (1895).
- Ehre und Spiritismus vor Gericht. Eine Kampfesschrift für Wahrheit, sittliches Recht und Justizreform. H. Walther, Berlin 1897 (Google Books).
- Unschuldig Verurteilte und der Menschheitswille als Befreier aus Rechtlosigkeit und Elend. Eine Verteidigung und dritte Kampfesschrift für Recht, Wahrheit und Reform. E. Pierson, Dresden 1906.
- Vor der Entscheidung! Ein deutscher Dreyfus-Fall! Ketzerverfolgung – Wahnsinn. Ein „memento mori!“ Ein Appell an die Ehre des Kaisers, der Richter, des Justizministers und des Offizierstandes und des Deutschen Reiches und ein Ruf an Verstand und Herz der Menschheit. Herm. Walther, Berlin 1906.
- Ohne Recht und Gesetz und im Kampfe um die Weltanschauung. Zwei Appelle an Regierung, Volksvertretung und Presse und ein vierter Aufruf an die Menschheit zur Befreiung Aller von Elend und Rechtlosigkeit. E. Person, Dresden 1907.
- Ehrlos! Ein „Hannibal ante portas“ gegen Willkür von Behörden und Wissenschaft. Herm. Walther, Berlin 1907.
- Anklagen und Proteste und die andre Welt. Herm. Walther, Berlin 1908.[33]
- Das Morden durch Beerdigen Lebendiger. Eine Mahnung an Alle und Hülferufe. Globus, Leipzig und Dresden 1912.
- Étude sur la médiumnité de F. Carancini. In: Annales des sciences psychiques. XXII. Jahrgang (1912).
- Dem Siege und einer neuen Kulturepoche entgegen und ein Schwur bedrohter Völker. Neukultur-Verlag, Berlin 1916.
- als Neuherausgeber von Carl von Lehsten: Ich sterbe und lebe doch!… Wunderbare Vorgänge in meiner engeren Familie. Verlag „Wahrheit“ (Ferd. Spohr), Leipzig 1919.
- Zur Höhe, deutsches Volk! Werde Titane! Rufe zur Selbstbefreiung Deutschlands und der Menschheit. Wissenschaftl. Verlags-Anstalt „Globus“, Leipzig und Dresden 1920.